# Ed Moses
Glenn Edward ("Ed") Moses jr. (Loma Linda (Californië), 7 juni 1980) is een Amerikaanse voormalig zwemmer. Moses vertegenwoordigde zijn vaderland op de Olympische Zomerspelen 2000 in Sydney, Australië. Op de kortebaan is hij voormalig houder van het wereldrecord op de 200 meter schoolslag.

## Zwemcarrière
Bij zijn internationale debuut, op de Pan-Amerikaanse Spelen 1999 in Winnipeg, Canada, veroverde Moses de gouden medaille op de 100 meter schoolslag. Samen met Matt Allen, Jarod Schroeder en Scott Tucker legde hij beslag op de zilveren medaille op de 4x100 meter wisselslag. Tijdens de Olympische Zomerspelen van 2000 in Sydney, Australië sleepte de Amerikaan de zilveren medaille in de wacht op de 100 meter schoolslag, achter de Italiaan Domenico Fioravanti. Op de 4x100 meter wisselslag werd hij, samen met Lenny Krayzelburg, Ian Crocker en Gary Hall jr., olympisch kampioen. In Fukuoka, Japan nam Moses deel aan de WK zwemmen 2001, hij veroverde de bronzen medaille op de 100 meter schoolslag. Hij eindigde als vijfde op de 200 meter schoolslag en als zesde op de 50 meter schoolslag, op de 4x100 meter wisselslag werd hij samen met de Amerikaanse ploeg gediskwalificeerd. Op de WK zwemmen 2003 in Barcelona, Spanje eindigde de Amerikaan als vierde op de 100 meter schoolslag, op de 50 meter schoolslag strandde hij in de halve finales. Op de 4x100 meter wisselslag zwom hij alleen in de series, Randall Bal, Michael Phelps en Neil Walker waren zijn ploeggenoten. In de finale sleepten Aaron Peirsol, Brendan Hansen, Ian Crocker en Jason Lezak de wereldtitel in de wacht. Moses ontving voor zijn inspanningen in de series de gouden medaille.